# The Smoky God
The Smoky God, or A Voyage Journey to the Inner Earth este un roman din 1908 al lui Willis George Emerson (1856-1918), care are forma unei relatări fidele a călătoriei unui marinar norvegian pe nume Olaf Jansen și în care se explică modul în care nava lui Jansen a navigat printr-o intrare în interiorul Pământului de la Polul Nord. El este notabil ca predecesor al povestirilor despre o civilizație subterană.

## Rezumat
La 3 aprilie 1829, Olaf Jansen și tatăl său au plecat din Stockholm cu vasul lor de pescuit. Trec de insula Svalbard și ajung apoi în Țara Franz Josef. Pe drum, tatăl își întreabă fiul dacă este dispus să meargă să exploreze locuri unde nu a mai ajuns nimeni. În timp ce treceau printr-un culoar aflat între aisberguri, iar vasul lor se zgălțâia pe valuri, ei observă în fața lor o negură.
După ce trec de acel culoar și de negură, vântul se domolește, iar apa pe care navighează se dovedește a fi apă dulce. Busola arăta nordul indiferent în ce poziție era pusă. Soarele de pe cer era un soare roșu neguros și părea a fi un soare artificial. La un moment dat, observă pământ în fața lor și după ce navighează de-a lungul litoralului, pătrund pe cursul unui fluviu despre care află ulterior că se numește Hiddekal. Pe malurile fluviului se înșiră păduri cu copaci de o înălțime impresionantă. În jurul datei de 1 septembrie 1829 ei întâlnesc pe râu un vas enorm și sunt convinși să urce pe acea navă.
Jansen a trăit timp de doi ani cu locuitorii unei rețele subterane de colonii care, după cum scrie Emerson, aveau 12 picioare (aproximativ 3,6 m) înălțime și a căror lume era luminată de un soare central "care fumega". Orașul-capitală al lor, Eden, era considerat a fi Grădina originară a Edenului. Scrierile ulterioare ale altor autori, cum ar fi Agartha - Secrets of the Subterranean Cities, au identificat civilizația întâlnită de Jansen cu Agartha (un oraș subteran mitic), deși Emerson nu a folosit nicăieri această denumire. Limba vorbită de oamenii din interiorul Pământului se aseamănă mult cu limba sanscrită.
După doi ani, ei decid să se întoarcă pentru a-și revedea familia, dar oamenii din interiorul Pământului îi previn că drumul de întoarcere este foarte periculos. După o călătorie grea, pe o mare furtunoasă și plină de aisberguri, vasul lor de pescuit și cu tatăl lui Olaf Jansen dispar în mare, dar Olaf este aruncat pe un aisberg. Baleniera scoțiană Arlington care naviga în apele Oceanului Antarctic îl observă și îl salvează, luându-l la bordul ei.
Întrebat cum a ajuns pe aisberg, Olaf Jansen le spune marinarilor adevărul, dar aceștia îl cred nebun și îl pun în lanțuri. Pentru a scăpa, el inventează o poveste credibilă. Revine la Stockholm și află că mama sa murise cu un an în urmă. Crezut nebun, este internat timp de 28 ani într-un ospiciu. După eliberare, revine la activitatea de pescar și se mută apoi în California. El își scrie povestea în anul 1908, fiind foarte în vârstă și temându-se că nu va mai trăi multă vreme.